# Michalis Sifakis
Michalis Sifakis (griechisch Μιχάλης Σηφάκης, * 9. September 1984 in Iraklio) ist ein griechischer ehemaliger Fußballtorhüter.

## Karriere

### Verein
Michalis Sifakis begann seine Profikarriere bei OFI Kreta, wo er 2003 in die Erste Mannschaft geholt wurde und weitere fünf Jahre verbrachte. Als damals erst 22-Jähriger wurde er zum Mannschaftskapitän bestimmt. Nach fast achtzig Spielen für Kreta wechselte er 2007 zu Olympiakos Piräus. Er stand dort im Schatten des erfahrenen Antonios Nikopolidis, war meist nur Ersatztorwart, aber holte jedoch mit der Meisterschaft, dem Pokalsieg und dem Gewinn des griechischen Superpokals seine ersten Titel. Um sich weiterzuentwickeln und mehr Spielzeit zu bekommen, schloss sich der 1,86 m große Torhüter Aris Thessaloniki an, wo er von 2008 bis 2012 zwischen den Pfosten stand. Dann folgten weitere Stationen bei Sporting Charleroi, Atromitos Athen, Levadiakos und dem KV Kortrijk. Im Sommer 2017 wechselte er zum türkischen Zweitligisten Samsunspor. Ein Jahr später wurde sein Vertrag nicht verlängert und der Torhüter gab sein Karriereende bekannt.

### Nationalmannschaft
Auf internationaler Eben kam der Torhüter ab 2005 zu 15 Einsätzen in der U-21-Auswahl seines Landes. Er musste jedoch bis 2009 warten, ehe Otto Rehhagel ihn in die A-Nationalmannschaft berief, und er am 14. Oktober im Qualifikationsspiel für die Fußball-Weltmeisterschaft 2010 gegen Luxemburg sein erstes Länderspiel bestritt. Er qualifizierte sich mit Griechenland für die Weltmeisterschaft und stand als dritter Torhüter im WM-Kader. Bis 2012 bestritt er insgesamt 15 Länderspiele.

## Titel und Erfolge
- Griechischer Superpokalsieger: 2007
- Griechischer Meister: 2008
- Griechischer Pokalsieger: 2008